# Nhất Tuấn
Nhất Tuấn là một nhà thơ miền Nam Việt Nam trước năm 1975.

## Cuộc đời
Nhất Tuấn tên thật là Phạm Hậu. Quê ở Ninh Bình nhưng sinh trưởng tại Nam Định.
Năm 1954, cùng gia đình di cư vào miền Nam, định cư tại Đà Lạt. Sang năm sau, ông Gia nhập trường Võ bị Quốc gia Đà Lạt rồi khi ra trường phục vụ quân lực Việt Nam Cộng Hòa cho đến sự kiện 30 tháng 4 năm 1975.
Ông có tổng cộng 3 người vợ, người vợ đầu sinh được 3 người con 1 trai 2 gái, sau này đều đã sang Mỹ định cư theo mẹ. Người vợ thứ 2 có với ông được 1 người con gái và sau này ông đã bảo lãnh gia đình người con gái sang Mỹ. Người vợ thứ 3 cũng chính là người ở với ông cho đến khi ông mất có với ông 1 người con trai tốt nghiệp Harvard.
Vào ngay đêm 30 tháng 4 năm 1975, ông đã lái trực thăng về để đón người vợ 2 và con gái đi cùng nhưng giữa lúc hỗn loạn khó lòng tìm được. Nên ngay sau đó ông đã đi cùng những đồng chí của mình và sang định cư tại Thành phố Seattle, tiểu bang Washington, Hoa Kỳ. Và cũng ở đây ông đã gặp người vợ thứ 3. 
Ông qua đời vào ngày 31 tháng 7 năm 2021, hưởng thọ 86 tuổi

## Chức vụ
Nhất Tuấn từng giữ nhiều chức vụ quan trọng.
- Quản đốc Đài Phát Thanh Quân đội Đông Hà & Huế (1962)
- Quản đốc Đài Phát Thanh Quân đội Nha Trang (1966)
- Quản đốc Đài Phát Thanh Quân đội Sài Gòn (1968)
- Giám đốc Nha Nghiên cứu Kế Hoạch (1970)
- Giám đốc Nha Vô Tuyến Truyền Thanh (1971)
- Tổng Giám đốc Việt Nam Thông Tấn Xã (1974)
- Công chức tiểu bang Washington, Hoa Kỳ (1976-1994)

## Tác phẩm
Các tác phẩm đã xuất bản:
- Truyện Chúng Mình (gồm ba tập thơ, tự xuất bản 1959-1963)
- Truyện Chúng Mình (tái bản trọn bộ năm tập, Khai Trí, 1964)
- Đời Lính I, II (tập truyện, Khai Trí, 1965)

Hơn 40 bài thơ trong tập thơ Truyện Chúng Mình đã được nhiều nhạc sĩ nổi tiếng phổ nhạc từ trước 1975 cho đến nay.

## Nhạc phổ thơ Nhất Tuấn
- Đoạn cuối tình yêu (Tú Nhi - ngâm thơ ở đầu nhạc)
- Chủ Nhật này trẫm nhớ ái khanh không (Trần Thiện Thanh)
- Hoa học trò (Anh Bằng)
- Con quỳ lạy chúa trên trời (Phạm Duy)
- Chuyện cành hoa Mimosa (Hồng Vân)
- Tiếng hát đồi sim (Hoàng Lang)
- Xin trả lại em (Hoàng Lang)
- Bao giờ anh quên (Hoàng Lang)
- Tình yêu và hoa phượng (Hoàng Lang)
- Niềm tin (Anh Linh)
- Mimosa thôi nở (Đan Thọ)